# 艾默利·普萊斯柏格
艾默利·普萊斯柏格（Emeric Pressburger，1902年12月5日—1988年2月5日），原名伊姆雷·約瑟夫·埃默里奇·普萊斯柏格（Pressburger Emmerich József Imre），是一位匈牙利導演，曾經與英國導演麥可·鮑爾組成聯合導演，共同創造出許多經典之作。他們也是歷史上最著名的聯合導演之一。

## 作品
- 1941年：《49th Parallel》
- 1943年：《One of Our Aircraft is Missing》
- 1943年：《百戰將軍》
- 1947年：《黑水仙（英语：Black Narcissus）》
- 1948年：《紅菱艷（英语：The Red Shoes (1948 film)）》

## 外部連結
- Emeric Pressburger （页面存档备份，存于） at the Powell & Pressburger Pages （页面存档备份，存于）.
- Emeric Pressburger在互联网电影资料库（IMDb）上的資料（英文）
- BFI Filmography